# Canúris
Os canúris (kanuris) são um grupo étnico africano, que vivem principalmente nas terras dos antigos impérios Canem e Bornu, no nordeste da Nigéria, sudeste do Níger, oeste do Chade e norte de Camarões. Existem vários subgrupos e grupos de dialetos dentro do grupo, alguns dos quais se identificam como distintos dos canúris. Em contraste com os vizinhos Tubus e Zagauas, os grupos canúris têm sido tradicionalmente sedentários, engajados na agricultura, pesca na Bacia do Chade e no comércio e processamento de sal.

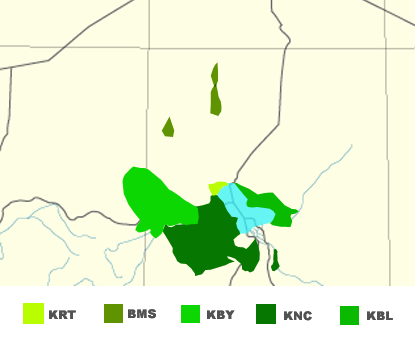
Extensão dos cinco principais grupos de língua canúris hoje

## Nome
Conhecidos como canembus no Chade e mangas no Níger, os canúris falam o canúri, um membro da família linguística nilo-saariana e são predominantemente muçulmanos sunitas.

## Identidade nacional
A bandeira nacional canúri é composta por três faixas horizontais, azul, amarelo e verde, respectivamente, representando o céu, a terra, e a água do lago Chade.

## Bibliografia

Bandeira do povo Canúri